# سهره گلی شرابی
سهره گلی شرابی (نام علمی: Carpodacus vinaceus) یکی از گونه‌های سهره‌های تیرهٔ سهرگان راستین (Fringillidae) است.
در نپال، چین و دورترین شمال میانمار یافت می‌شود. زیستگاه طبیعی آن جنگل‌های معتدل و جنگل‌های نیمه‌گرمسیری یا گرمسیری خشک است.
سهرهٔ گلی تایوانی اغلب به عنوان یک زیرگونه در نظر گرفته می‌شود.